# Nový Poddvorov
Nový Poddvorov – gmina w Czechach, w powiecie Hodonín, w kraju południowomorawskim. Według danych z dnia 1 stycznia 2014 liczyła 189 mieszkańców.